# Gáhpesjávrre
Gáhpesjávrre är en sjö i Jokkmokks kommun i Lappland och ingår i Luleälvens huvudavrinningsområde. Sjön har en area på 1,19 kvadratkilometer och ligger 870 meter över havet. Gáhpesjávrre ligger i Padjelanta Natura 2000-område. Sjön avvattnas av vattendraget Gáhpesjågåsj.

## Delavrinningsområde
Gáhpesjávrre ingår i det delavrinningsområde (746590-153171) som SMHI kallar för Utloppet av Kapasjaure. Medelhöjden är 981 meter över havet och ytan är 10,72 kvadratkilometer. Det finns inga avrinningsområden uppströms utan avrinningsområdet är högsta punkten. Gáhpesjågåsj som avvattnar avrinningsområdet har biflödesordning 4, vilket innebär att vattnet flödar genom totalt 4 vattendrag (Stálojåhkå, Vuojatädno, Stora Luleälv, Luleälven) innan det når havet efter 443 kilometer. Avrinningsområdet består mestadels av kalfjäll (89 procent). Avrinningsområdet har 1,19 kvadratkilometer vattenytor vilket ger det en sjöprocent på 11,1 procent.